# 襟裳岬 (島倉千代子の曲)
「襟裳岬」（えりもみさき）は、1961年に発売された島倉千代子のシングルである。発売元は日本コロムビア。

## 概要

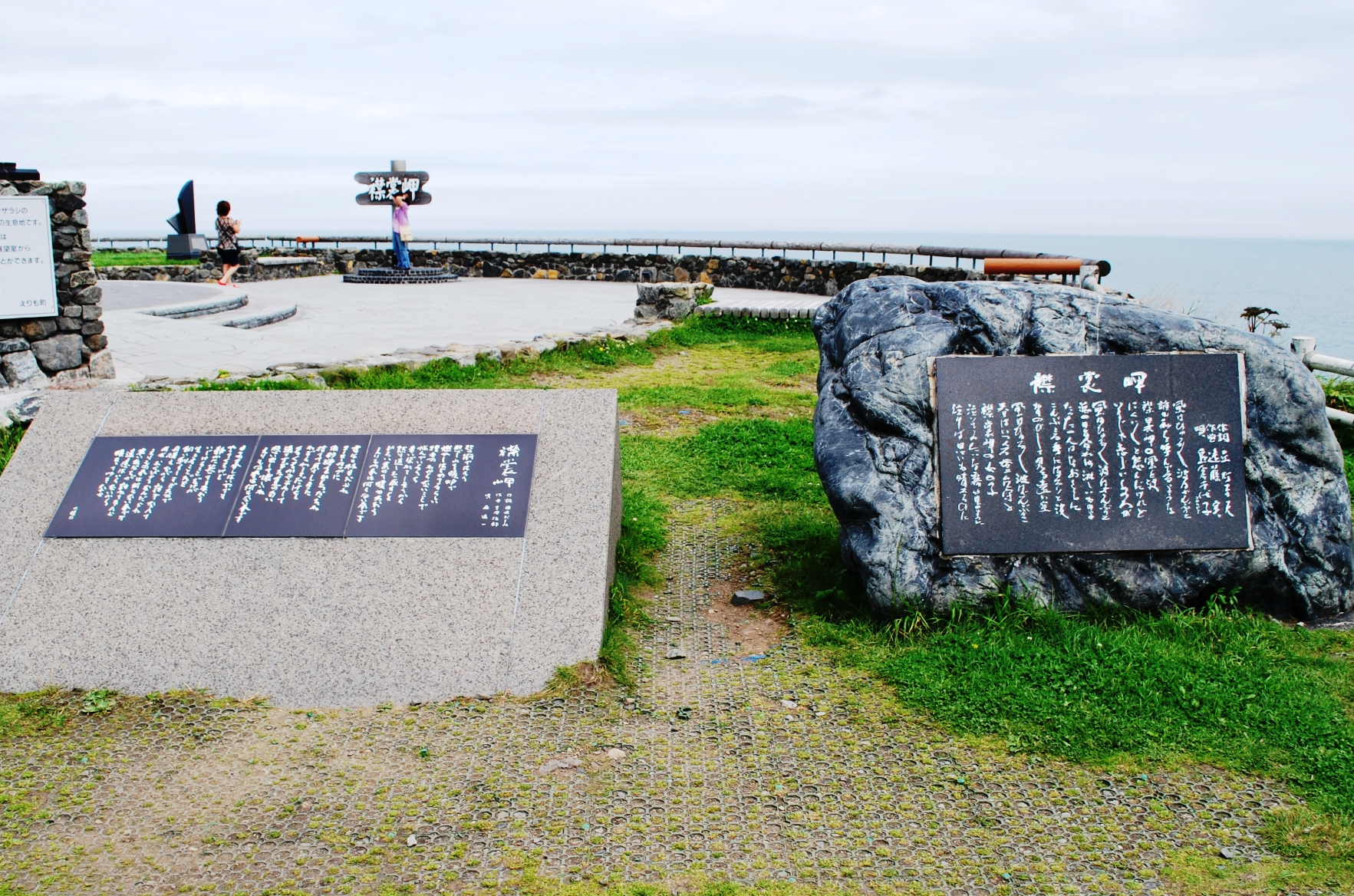
襟裳岬歌碑。右側が島倉版（1971年）建立。

元々は「すずらんの花」のB面曲であったが、こちらの方がヒットした。100万枚を売り上げた。
この曲のヒット後、1970年には岬のある幌泉町がえりも町と改称された。
『NHK紅白歌合戦』で表題曲を1961年の第12回、1974年の第25回と2回披露しており、いずれも紅組トリでの歌唱となった。
- 後者では同名異曲の「襟裳岬」（1974年発表）を歌う森進一が対戦相手（白組トリおよび大トリ）となった。当初、島倉は紅白で未歌唱のデビュー曲「この世の花」を歌唱する予定だったが、森に対抗するためこの表題曲に変更した（その後、「この世の花」は1982年の第33回で初披露が実現）[3]。

1967年には本曲を原作としたテレビドラマが放送、本曲は同作の主題歌ともなった。
森版の「襟裳岬」が発売されるまでは「襟裳岬」といえばこの島倉版であったが、その後逆転してしまった。
北海道の襟裳岬には、1971年に本楽曲の歌碑が建立された。1997年には森進一版の「襟裳岬」の歌碑も建立され、現在は2つの歌碑が並んで建っている。

## 収録曲
2曲とも作詞：丘灯至夫 作曲：遠藤実 編曲：山路進一
1. すずらんの花
2. 襟裳岬

## テレビドラマ
1967年7月10日から同年7月21日まで日本テレビ系列で、島倉の楽曲をドラマ化した『島倉千代子 歌謡シリーズ』（平日13:00から13:30。花王石鹸一社提供）の第6作として放送。全10回。

### 出演者
- 根上淳
- 山田真二
- 八代万智子
- 伊沢一郎[4]

### スタッフ
- 脚本：北村篤子
- 演出：斉藤正夫
- 制作：国際放映、日本テレビ[4]

| 日本テレビ系列 平日13:00 - 13:30 花王石鹸一社提供枠 【島倉千代子 歌謡シリーズ】 | 日本テレビ系列 平日13:00 - 13:30 花王石鹸一社提供枠 【島倉千代子 歌謡シリーズ】 | 日本テレビ系列 平日13:00 - 13:30 花王石鹸一社提供枠 【島倉千代子 歌謡シリーズ】 |
| 前番組                                                                          | 番組名                                                                          | 次番組                                                                          |
| ------------------------------------------------------------------------------- | ------------------------------------------------------------------------------- | ------------------------------------------------------------------------------- |
| からたち日記                                                                    | 襟裳岬                                                                          | 星より遠く別れても                                                              |